# Anna Dyrdał
Anna Dyrdał – polska fizyk, doktor habilitowany nauk ścisłych i przyrodniczych.

## Życiorys
W 2009 r. ukończyła studia fizyczne na Uniwersytecie im. Adama Mickiewicza w Poznaniu, w 2013 r. obroniła pracę doktorską pt. Spinowy efekt Halla, której promotorem był prof. Józef Barnaś, w 2020 r. habilitowała się na podstawie pracy zatytułowanej Nierównowagowe efekty spinowo-orbitalne w układach dwuwymiarowych. 
Pracuje na stanowisku profesora uczelni w Instytucie Spintroniki i Informacji Kwantowej na Wydziale Fizyki i Astronomii Uniwersytetu im. Adama Mickiewicza w Poznaniu, oraz należy do Rady Dyscypliny Naukowej - Nauk Fizycznych i Astronomii UAM.
Jest członkiem Akademii Młodych Uczonych PAN.